# Gilbert z Hastings
Gilbert z Hastings (Hastings, ?  – zm. 27 kwietnia 1166 w Lizbonie) był pierwszym biskupem Lizbony po odzyskaniu Lizbony z rąk Maurów w 1147 i ustanowieniu diecezji w Lizbonie.
Pochodził z Anglii (jak sugeruje przydomek). Rycerz, uczestnik II wyprawy krzyżowej.